# Таштагол
Таштагол (рус. Таштагол) град је у Русији у Кемеровској области.

## Становништво
| 1959.  | 1970.  | 1979.  | 1989.  | 2002.  | 2010.  |
| ------ | ------ | ------ | ------ | ------ | ------ |
| 17.067 | 25.142 | 24.437 | 26.274 | 23.363 | 23.134 |